# 日什
日什（にちじゅう、正和3年4月28日〈1314年6月11日〉 - 明徳3年2月28日〈1392年3月22日〉）は、南北朝時代の法華宗の僧。顕本法華宗の開祖。陸奥国の出身。号は玄妙阿闍梨。幼名は玉千代丸、後に権太夫国重と名乗る。

## 略歴
1314年（正和3年）陸奥国会津黒川で誕生する。父は鎌倉出身の石堂覚知、母は蘆名盛宗の娘、清玉姫。
1333年（正慶2年）比叡山に登り天台宗の慈遍（卜部兼好の兄）を師として出家する。名を玄妙と改める。
1352年（文和元年）延暦寺の学頭となる。
1372年（応安5年）会津領主の蘆名直盛の招きにより、現・羽黒山湯上神社の別当寺・羽黒山東光寺（廃寺）の住職となる。
1380年（康暦2年）日蓮宗の弘法寺に帰伏する。その後、名を日什と改め前述の帰伏を破棄。
1381年（永徳元年）帝都弘通のため上洛する。関白らと対面し、これを通じて後円融天皇へ上奏し、「二位僧都」の位と「洛中弘法の綸旨」を賜る。
1382年（永徳2年）足利氏満へ諌暁する。本興寺の住持となる。
本光寺を創建する。
1383年（永徳3年）玄妙寺を創建する。
1389年（康応元年）日什は妙満寺を建立し、日什門流という一派を興す。
1391年（明徳2年）足利義満へ諌暁する。
1392年（明徳3年）日什は入滅する。